# Белоусенко, Василий Гордеевич
Василий Гордеевич Белоусенко (укр. Василь Гордійович Білоусенко; 21 декабря 1936, село Усово, Овручский район, Житомирская область Украинская ССР, СССР — 1999) — советский и украинский юрист и судья. В 1978 — 1995 годах был судьёй Верховного суда Украинской ССР/Украины. Заслуженный юрист Украинской ССР (1990) и кавалер украинского ордена «За заслуги» III степени. Один из авторов Конституции Украины 1996 года и судебной-правовой реформы 1994 года. Член редколлегии юридического журнала «Право Украины».
Будучи судьей Верховного суда, в начале 1990-х годов рассматривал дело в отношении народного депутата Степана Хмары. На протяжении всего процесса и после его окончания подвергался преследованию со стороны депутатов — сторонников Хмары, из-за чего в конечном итоге и ушёл с судейской работы.

## Биография
Василий Белоусенко родился 21 декабря 1936 года в селе Усово Овручского района Житомирской области Украинской ССР в семье крестьян. Он стал девятым из десяти детей в семье колхозников Гордея Белоусенко и его жены Степаниды. Во время Великой Отечественной войны старший сын в семье Николай служил в Красной армии, а ещё двое, Михаил и Владимир были партизанами. После окончания войны Василий пошёл в школу, которая находилась в 16 километрах от его дома. Учась в школе увлекался чтением исторической литературы, успешно изучал немецкий язык. В 1955 году он окончил школу и поступил на факультет лесного хозяйства Киевской сельскохозяйственной академии. Проучившись в академии около семестра он понял, что не хочет работать по этой специальности и в декабре того же года начал службу в Советской армии. Службу проходил в венгерском городе Сольнок, где был санитарным инструктором в 506-м полевом хирургическом госпитале.
В 1958 году Василий Белоусенко демобилизовался и тогда же поступил на юридический факультет Киевского государственного университета имени Т. Г. Шевченко. В студенческие годы работал кочегаром, а полученные за работу деньги тратил на книги. Среди его университетских учителей были Павел Заворотько, Геннадий Матвеев, Пётр Недбайло и Дмитрий Сусло. В июне 1963 года он с отличием был выпущен из университета и был направлен работать по распределению в Киево-Святошинский отдел по борьбе с разворовыванием социалистической собственности. Но вскоре по собственной просьбе был переведён на должность старшего следователя в Тетиевское районное отделение милиции Киевской области. К тому моменту уже был женат и воспитывал дочь. 
В 1965 году В. Г. Белоусенко был избран народным судьёй в Ставищенском районном суде (Киевская область), а спустя пять лет — переизбран на эту же должность. В июле 1974 года он стал судьёй в Киевском областном суде, где со временем стал заместителем его председателя. 21 декабря 1977 года Верховный Совет Украинский ССР назначил его членом Верховного Суда республики (вступил в должность в 1978 году). За время его работы в Верховном Суде ни одно из вынесенных им определений не было отменено. После ухода на пенсию другого судьи Верховного Суда — Василия Ярославского, Василий Белоусенко вместо него читал лекции по уголовному процессу на курсах повышения квалификации судей при Министерстве юстиции Украинской ССР. Был заместителем секретаря комитета КПСС в Верховном суде. В 1990 году ему было присвоено почётное звание «Заслуженный юрист Украинской ССР». Входил в состав Президиума Верховного Суда Украинской ССР (до 1996 года), был председателем Совета судей Украины, членом Высшей квалификационной комиссии судей Украины и Научно-консультационного совета при Верховном суде Украины (с июля 1994 по сентябрь 1998 года). Участвовал в разработке ряда нормативно-правовых актов разных уровней. Имел высший квалификационный класс судьи. 
2 марта 1992 года был включён в состав комиссии судебно-правовой реформы в Украине, а в декабре 1994 года — стал членом комиссии по разработке Концепции этой реформы. 10 ноября 1994 года был утверждён в качестве члена Конституционной комиссии, которая разрабатывала проект Конституции Украины 1996 года. Работая в этой комиссии занимался подготовкой её I («Общие положения»), II («Права, свободы и обязанности человека и гражданина»), III («Выборы. Референдум»), VIII («Правосудие»), XII («Конституционный Суд Украины») и XV («Переходные положения») разделов.
13 сентября 1995 года «в связи с подачей письменного заявления об отставке» председатель Верховной рады Украины Александр Мороз освободил Василия Белоусенко от исполнения обязанностей судьи Верховного Суда Украины. После отставки он два года работал начальником отдела по работе с законопроектами Верховного Суда Украины. 4 декабря 1995 года Белоусенко был присвоен ранг государственного служащего 3-го ранга, а 26 декабря 1996 года Указом Президента Украины Леонида Кучмы «за личные заслуги в области государственного строительства, активное участие в разработке Конституции Украины» Василий Белоусенко был награждён отличием Президента Украины — орденом «За заслуги» III степени. С марта 1996 года работал в составе государственной межведомственной комиссии по вопросам внедрения в законодательство Украины норм и стандартов Совета Европы.
В последние годы жизни работал в Конституционном Суде Украины и Высшем совете юстиции. Скончался в 1999 году.

## Оценки
Председатель Верховного Суда Украинской ССР Александр Якименко отмечал, что Белоусенко, председательствуя на судебных заседаниях, умело организовывает процесс и культурное поведение его участников. Судья Верховного Суда Украины Тамара Роцкая описывала своего коллегу как вежливого человека, который досконально изучал все вопросы, решением которых занимался. Другой судья Верховного Суда Украинской ССР, Константин Гульченко, называл Белоусенко «достойным благородного призвания судьи». Ещё один судья этого суда, Виктор Кононенко, в своих мемуарах описывал Василия Гордеевича как прекрасного человека и юриста, которого «все любили в Верховном Суде», а также называл его одним из лучших украинских судей.
В некрологе, изданном журналом «Право Украины», говорилось, что Белоусенко был «прекрасным, чувственным, добрым человеком, высокопрофессиональным специалистом».

### «Дело Хмары»
Согласно материалам уголовного дела в отношении диссидента и народного депутата Верховного Совета Украинской ССР XII созыва С. И. Хмары, 7 января 1990 года он вместе с пятью пособниками «незаконно с применением физической силы задержал полковника милиции Григорьева, причинил ему легкие телесные повреждение, изъял государственную рацию «Виола», удостоверение полковника милиции, 30 рублей и повредил кобуру». В первой инстанции дело было рассмотрено в Верховном Суде Украинской ССР коллегией под председательством судьи В. Г. Белоусенко. 
Тогдашний коллега Белоусенко Виктор Кононенко, вспоминал, что другие народные депутаты — единомышленники Хмары, среди которых были Генрих Алтунян, Михаил Горынь, Дмитрий Павлычко и Лариса Скорик, начали оказывать давление на суд. Кононенко особо отмечал роль депутата Скорик, которая «постоянно угрожала судьям, что их снимут с работы и привлекут к суровой ответственности». Также депутаты организовывали митинги, участники которых обзывали судей фашистами. Белоусенко в ответ на это написал письмо председателю Верховного Совета Украинской ССР Леониду Кравчуку, где изложил факты вмешательства депутатов в судебный процесс и попросил дать возможность «рассмотреть дело в соответствии с законом». Ответа на это письмо не последовало и 26 сентября 1991 года Хмара как народный депутат, обладающий неприкосновенностью, был освобождён от уголовной ответственности. По воспоминаниям Кононенко, после окончания судебного разбирательства преследование судей не окончилось, а отставка Белоусенко стала следствием этого преследования.
Виктор Кононенко отмечал, что «дело Хмары» стало первым уголовным процессом в истории суверенной Украины, в который открыто вмешались политические деятели. Он отмечал, что ранее вмешательство в деятельность судов имело «скрытый» характер, а «такое наглое, циничное» — случилось впервые и стало основой для политизации всей украинской судебной системы.